# 2634 Джеймс Бредлі
2634 Джеймс Бредлі (2634 James Bradley) — астероїд головного поясу, відкритий 21 лютого 1982 року.
Тіссеранів параметр щодо Юпітера — 3,124.